# Tetraodon
Tetraodon – rodzaj ryb rozdymkokształtnych z rodziny rozdymkowatych (Tetraodontidae), dla której jest typem nomenklatorycznym.

## Klasyfikacja
Gatunki zaliczane do tego rodzaju:
| - Tetraodon abei - Tetraodon baileyi - Tetraodon biocellatus – kolcobrzuch dwuplamy - Tetraodon cambodgiensis - Tetraodon cutcutia – kolcobrzuch kutkucja - Tetraodon duboisi - Tetraodon erythrotaenia - Tetraodon fluviatilis – kolcobrzuch zielony - Tetraodon hilgendorfii - Tetraodon kretamensis - Tetraodon lineatus – kolcobrzuch nilowy | - Tetraodon mbu – kolcobrzuch olbrzymi, kolcobrzuch pierścieniowy - Tetraodon miurus – kolcobrzuch brunatny - Tetraodon nigroviridis – kolcobrzuch zielony - Tetraodon palembangensis – kolcobrzuch słodkowodny - Tetraodon pustulatus - Tetraodon sabahensis - Tetraodon schoutedeni – kolcobrzuch kongolański, kolcobrzuch kongijski - Tetraodon suvattii - Tetraodon turgidus - Tetraodon waandersii |

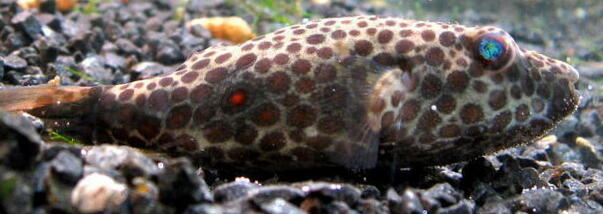
Tetraodon abei
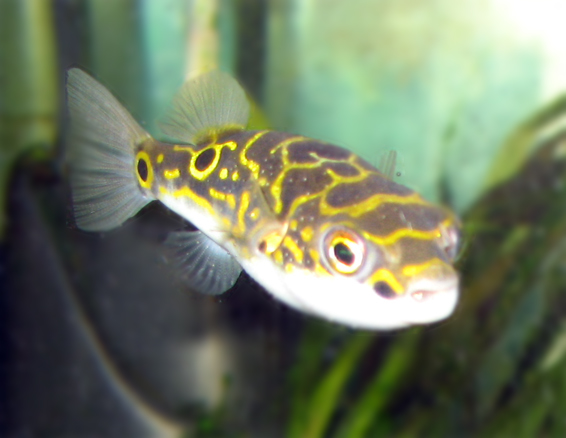
Tetraodon biocellatus
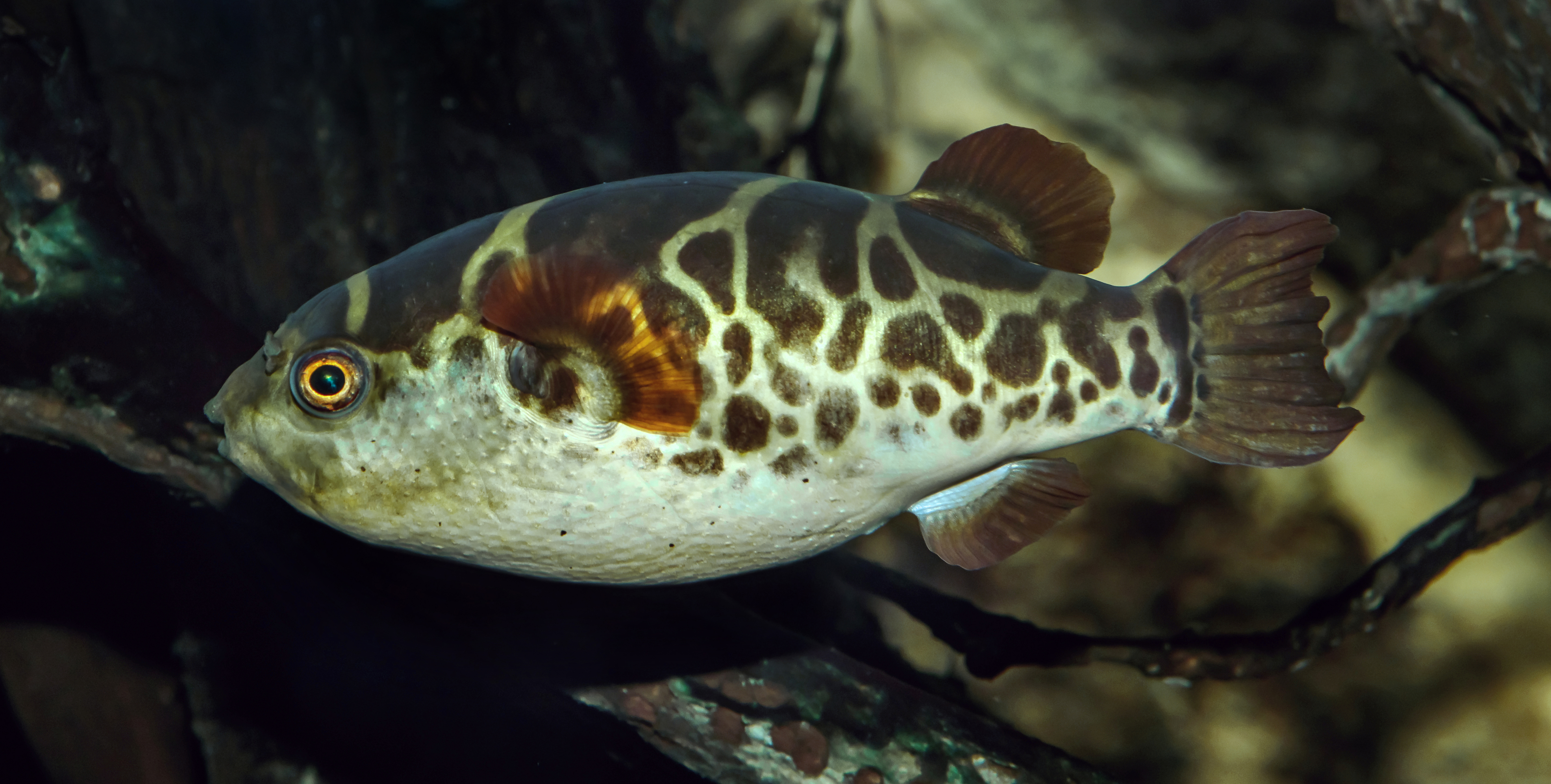
Tetraodon fluviatilis
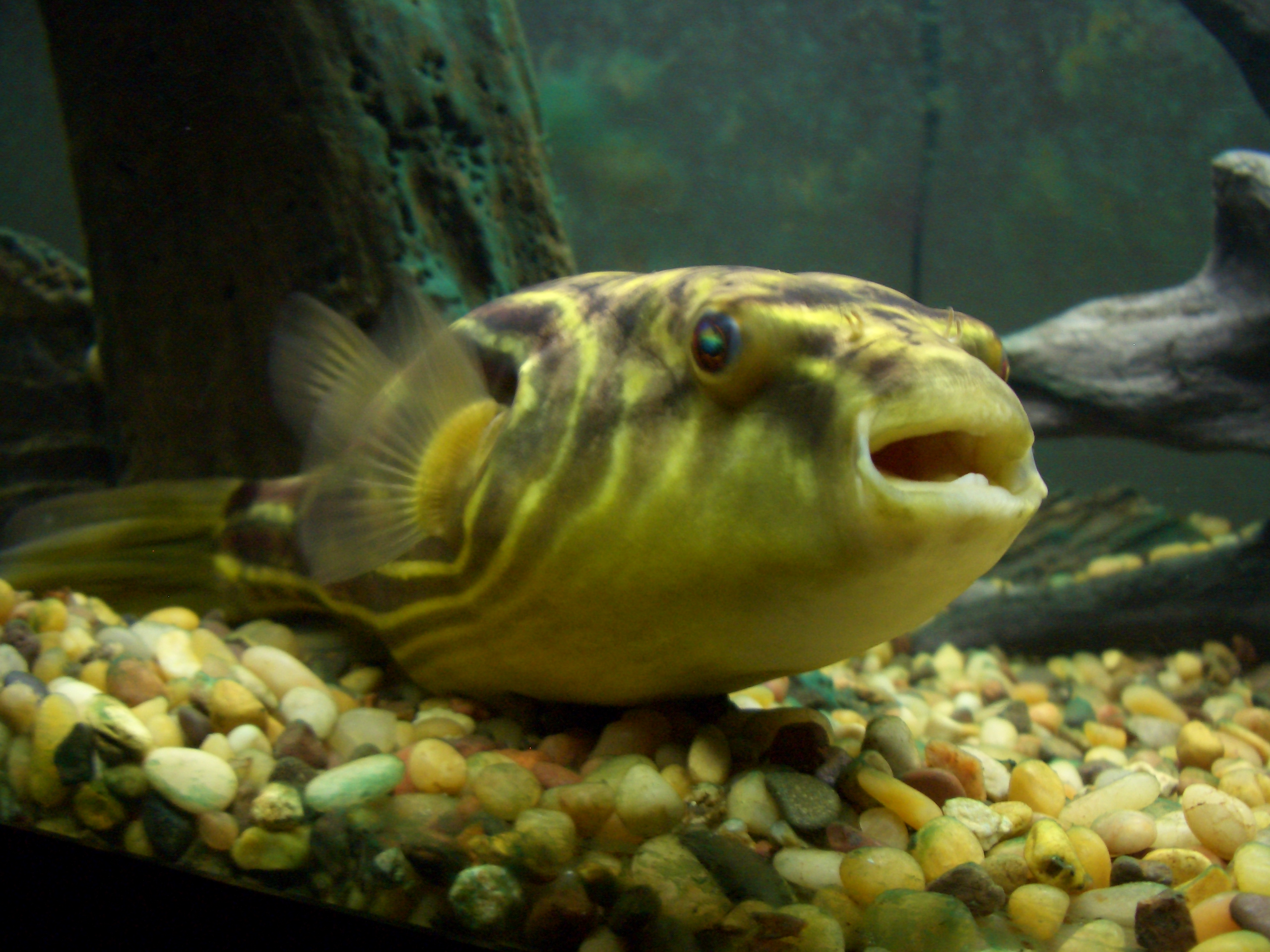
Tetraodon lineatus
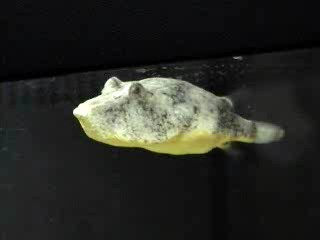
Tetraodon miurus
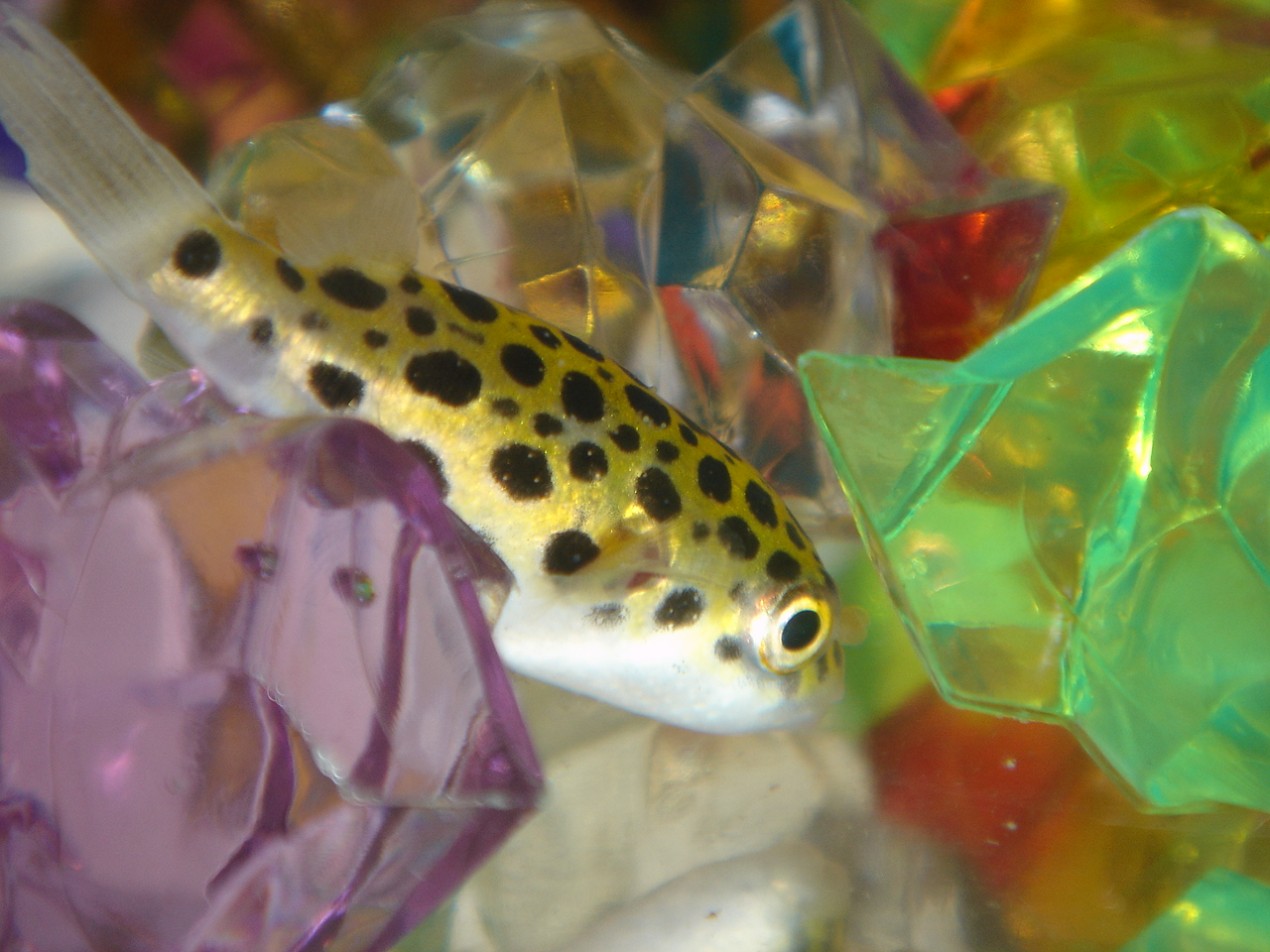
Tetraodon nigroviridis
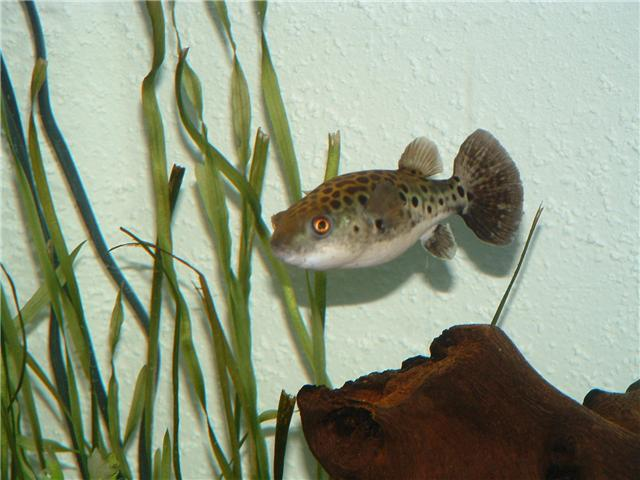
Tetraodon sabahensis